# 斯特雷奇諾城堡

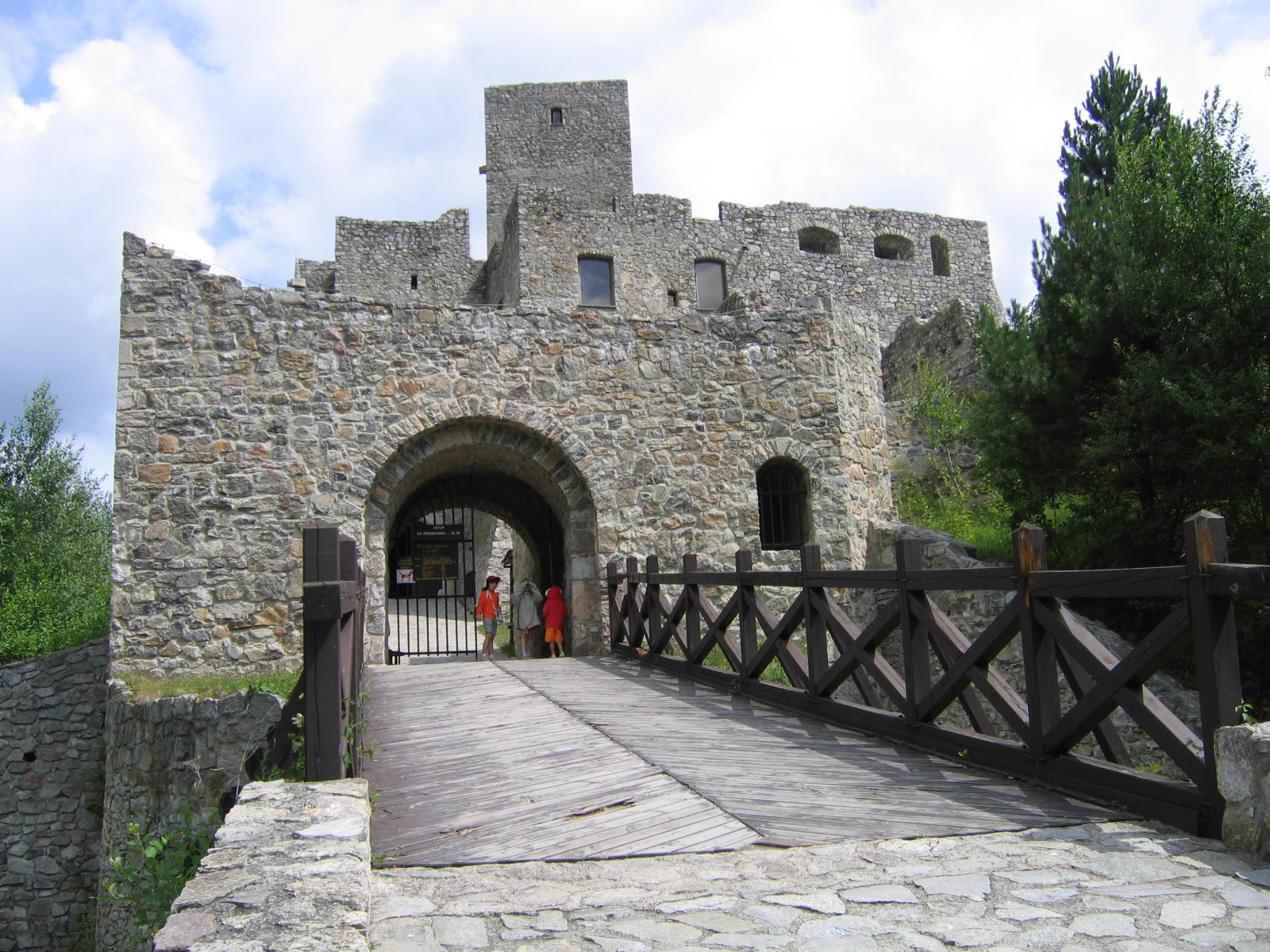
城堡入口

斯特雷奇諾城堡是斯洛伐克的一座中世紀城堡遺址建築，位於斯洛伐克北部斯特雷奇諾，日利納以東12公里處。斯特雷奇諾城堡首次被提及是在1319年。現在斯特雷奇諾城堡在經過重建之後是一座博物館。

## 外部連結
- Castle Strečno on the Žilina pages （页面存档备份，存于） （斯洛伐克文）
- http://pmza.sk/
- http://www.hrady.cz （页面存档备份，存于）
- Veselenyho sprisahanie
- gallery （页面存档备份，存于）
- http://www.krajinou.sk （页面存档备份，存于）

49°10′37″N 18°51′46″E / 49.17694°N 18.86278°E